# Alfréd Schaffer
Alfréd Schaffer (ur. 13 lutego 1893 w Budapeszcie, zm. 30 sierpnia 1945 w Prien am Chiemsee) – węgierski piłkarz i trener piłkarski. Był zawodnikiem wielu europejskich zespołów, a po zakończeniu kariery trenował także kilkanaście drużyn. W 1938 wspólnie z Károly Dietzem był selekcjonerem reprezentacji Węgier na mistrzostwach świata. Zmarł w wieku 52 lat.